# Atraco a las tres
Atraco a las tres és una pel·lícula espanyola dirigida per José María Forqué en 1962. És una pel·lícula mítica del cinema espanyol, en la qual amb summe mestratge José María Forqué aconsegueix sortejar la censura de l'època, presentant una crítica mordaç a la societat espanyola del moment, les seves manques, misèries i jerarquització, embolicada en humor negre i amb un desenllaç melós i ingenu, molt al gust de l'època.

## Argument
Fernando Galindo, el caixer d'un banc, aconsegueix convèncer els seus companys de treball per a desvalisar la seva pròpia sucursal fingint un atracament després de l'acomiadament de don Felipe, el seu estimat director, i per a rescabalar-se dels seus sous miserables i dolentes condicions laborals. Preparen l'atracament minuciosament durant dies a l'estil de les pel·lícules del cinema negre, però finalment el pla es frustra perquè el dia triat per al simulacre d'atracament es presenten uns atracadors de debò, que havien rebut l'avís de Katia Durán, una vedete de la qual Galindo s'ha enamorat i a la qual havia confessat les seves intencions.

## Repartiment
- José Luis López Vázquez interpreta a Fernando Galindo
- Cassen interpreta a Martínez, el conserje
- Gracita Morales interpreta a Enriqueta, la secretària
- Katia Loritz interpreta a Katia Durán
- Manuel Alexandre interpreta a Benítez
- Agustín González interpreta a Cordero
- Manuel Díaz González interpreta a don Prudencio, el nou interventor del banc[2]
- José Orjas interpreta a don Felipe, l'antic interventor del banco
- Alfredo Landa interpreta a Castrillo
- Jesús Guzmán interpreta al cobrador de lletres.
- Rafaela Aparicio
- Lola Gaos
- Alberto Berco

## Producció
Pedro Masó s'havia fixat sempre en el cinema italià per a realitzar les seves pel·lícules, i va decidir utilitzar la paròdia de Rififí, de Jules Dassin, titulada I soliti ignoti, que dirigí Mario Monicelli, per a escriure la història, pensant que la historia podia tenir una altra «volta de rosca». Va trigar a escriure el llibret de 120 pàgines 9 dies durant la matinada. Després de fer-ho, perquè la història tingués sentit, va decidir comptar amb els seus col·laboradors habituals, Vicente Coello i Rafael J. Salvia. Com a director, Masó va decidir contractar a José María Forqué qui va haver d'incorporar-se a última hora, ja que en aquells dies tenien molts projectes.
Per al paper de Castrillo, tant Forqué com Masó havien volgut que ho fes Manolo Gómez Bur, no obstant això l'actor no va poder fer-lo en comprometre's amb una altra pel·lícula. Llavors van veure una comèdia de Jardiel Poncela on actuava Alfredo Landa i van decidir contractar-lo. Per a la resta de papers van contractar a actors joves com Agustín González, Gracita Morales i Manuel Alexandre, donant el paper més important a José Luis López Vázquez, a l'ésser un actor ja consagrat.
A l'hora de comercialitzar-la, als distribuïdors «no els va agradar absolutament res, els va semblar una broma ximple». Per això el seu director va marxar desil·lusionat a París, on va llegir a l' ABC que la pel·lícula havia estat un èxit en taquilla. Per al cartell de la pel·lícula es va contractar com a dissenyador Francisco Fernández Zarza.

## Recepció
Malgrat ser un èxit en taquilla en el seu moment, està millor valorada en l'actualitat que per la crítica de l'època. Encara que la crítica del moment la va valorar positivament, amb Florentino Soria dient que «la paròdia discorre per llits tan sorprenents com divertits sense que falti una crítica condescendent i cert lleu to patètic que embolica el disbarat», la crítiques actuals valoren la pel·lícula com una pel·lícula emblemàtica de la millor comèdia espanyola; el crític de El País Diego Galán va valorar la pel·lícula com una de les comèdies espanyoles millor quadrades a causa de l'alt nivell dels seus intèrprets i la seva modesta proposta que va tenir fàcils resultats.

## Productes derivats de la pel·lícula
A més de ser adaptada al teatre, El 20 de juny de 2003 es va estrenar el remake de la pel·lícula titula Atraco a las tres... y media, que comptà com a protagonistes Josema Yuste i Elsa Pataky.